# Грос Панков (Пригниц)
Грос Панков (њем. Groß Pankow) општина је у њемачкој савезној држави Бранденбург. Једно је од 26 општинских средишта округа Пригниц. Према процјени из 2010. у општини је живјело 4.243 становника. Посједује регионалну шифру (AGS) 12070125.

## Географски и демографски подаци
Грос Панков се налази у савезној држави Бранденбург у округу Пригниц. Општина се налази на надморској висини од 60 метара. Површина општине износи 248,8 km². У самом мјесту је, према процјени из 2010. године, живјело 4.243 становника. Просјечна густина становништва износи 17 становника/km².

## Међународна сарадња
| Мјесто | Држава    | Врста сарадње | Од    |
| ------ | --------- | ------------- | ----- |
|        | Француска | контакт       | 1991. |
|        | Чешка     | контакт       | 1975. |
| Извор  |           |               |       |